# Curtis Lee
Curtis Lee (Yuma, 28 oktober 1941 - aldaar, 8 januari 2015) was een Amerikaanse rock-'n-roll-zanger uit de jaren 1960.

## Carrière
In de late jaren 1950 had Lee al bij kleinere labels zonder succes singles opgenomen. Ook trad hij als zanger op in nachtclubs in Arizona, waar Ray Peterson hem ontdekte. Peterson introduceerde Lee bij zijn label Dunes Records, waarvoor ook de producent Phil Spector werkte.
De eerste opnamen Pledge of Love en Special Love vonden nog geen aandacht, maar in 1961 volgde de grote hit Pretty Little Angel Eyes, die hij samen met Tommy Boyce had geschreven. Het nummer werd geproduceerd door Spector en werd een top 10-hit in de Verenigde Staten. De achtergrondzang kwam voor rekening van het doowop-zangkwartet The Halos. Ook in het Verenigd Koninkrijk had het nummer succes, maar haalde evenwel een lage positie op #47 van de hitlijst.
Er volgde de single Under The Moon Of Love, eveneens een Boyce/Lee-compositie, die de 46e positie bereikte in de Verenigde Staten. Daarna verliet Spector het label en daarmee ook het hitpotentieel. Lee was een van de typische teenager-zangers, die na een korte hitcarrière weer van het toneel verdwenen. Na vier verdere, succesloze singles liep het contract bij Dunes Records in 1963 af.
Na vier jaar keerde Lee nog eenmaal terug in de stijl van de Blue-Eyed Soul, maar na nog twee eveneens succesloze singles was zijn muziekcarrière definitief over. Hij keerde terug naar Yuma waar hij samen met zijn vader huizen bouwde. 

## Covers
Zijn beide hits zouden later nog eenmaal worden gecoverd. In 1976 had Showaddywaddy met Under The Moon Of Love hun grootste hit met een 1e plaats in het Verenigd Koninkrijk en een 4e plaats in Duitsland. Twee jaar later hadden ze bovendien met hun versie van Pretty Little Angel Eyes hun laatste top 10-hit.

## Overlijden
Curtis Lee overleed op 8 januari 2015 op 73-jarige leeftijd aan de gevolgen van kanker.

## Discografie
- 1959: With All My Heart
- 1960: I Never Knew What Love Could Do
- 1960: California GI-903
- 1960: Special Love
- 1961: Pledge of Love
- 1961: Pretty Little Angel Eyes
- 1961: Under the Moon of Love
- 1962: Just Another Fool
- 1962: Does He Mean That Much to You
- 1963: Lonely Weekends
- 1963: Pickin' Up the Pieces of My Heart
- 1967: Sweet Baby
- 1967: Get in My Bag (Curtis Lee & The K. C. P.'s)